# Região Administrativa de Grigoriopol
A Região Administrativa de Grigoriopol é uma região administrativa Transnístria. Sua capital é Grigoriopol localizada ao sul da Transnístria. Outras cidades importantes da região são Tashlyk e Malayeshty.